# Далтон-Гарденс (Айдахо)
Далтон-Гарденс (англ. Dalton Gardens) — місто в окрузі Кутенай, штат Айдахо, США. Згідно з переписом 2010 року населення становило 2 335 особи, що на 57 осіб більше, ніж 2000 року.

## Географія
Далтон-Гарденс розташований за координатами 47°43′58″ пн. ш. 116°46′11″ зх. д. / 47.73278° пн. ш. 116.76972° зх. д. (47.732688, -116.769830).  За даними Бюро перепису населення США в 2010 році місто мало площу 6,01 км², уся площа — суходіл.

## Демографія

### Перепис 2010 року
За даними перепису 2010 року, у місті проживало 2 335 осіб у 883 домогосподарствах у складі 689 родин. Густота населення становила 388,6 ос./км². Було 917 помешкань, середня густота яких становила 152,6/км². Расовий склад міста: 96,8% білих, 0,2% афроамериканців, 0,6% індіанців, 0,4% азіатів, 0,1% тихоокеанських остров'ян, 0,6% інших рас, а також 1,3% людей, які зараховують себе до двох або більше рас. Іспанці та латиноамериканці незалежно від раси становили 3,2% населення.
Із 883 домогосподарств 29,7% мали дітей віком до 18 років, які жили з батьками; 68,0% були подружжями, які жили разом; 6,1% мали господиню без чоловіка; 4,0% мали господаря без дружини і 22,0% не були родинами. 17,7% домогосподарств складалися з однієї особи, у тому числі 9,9% віком 65 і більше років. У середньому на домогосподарство припадало 2,64 мешканця, а середній розмір родини становив 2,99 особи.
Середній вік жителів міста становив 48 року. Із них 23,6% були віком до 18 років; 6,1% — від 18 до 24; 16,3% від 25 до 44; 34,5% від 45 до 64 і 19,4% — 65 років або старші. Статевий склад населення: 50,7% — чоловіки і 49,3% — жінки.
Середній дохід на одне домашнє господарство  становив 82 508 доларів США (медіана — 67 321), а середній дохід на одну сім'ю — 94 653 долари (медіана — 85 313). Медіана доходів становила 56 875 доларів для чоловіків та 37 045 доларів для жінок. За межею бідності перебувало 7,5 % осіб, у тому числі 9,7 % дітей у віці до 18 років та 11,5 % осіб у віці 65 років та старших.
Цивільне працевлаштоване населення становило 1108 осіб. Основні галузі зайнятості: освіта, охорона здоров'я та соціальна допомога — 28,0 %, роздрібна торгівля — 11,3 %, виробництво — 10,6 %, науковці, спеціалісти, менеджери — 10,2 %.

### Перепис 2000 року
За даними перепису 2000 року, у місті проживало 2 278 осіб у 833 домогосподарствах у складі 684 родин. Густота населення становила 369,6 ос./км². Було 858 помешкання, середня густота яких становила 139,2/км². Расовий склад міста: 97,41% білих, 0,04% афроамериканців, 0,53% індіанців, 0,04% азіатів, 0,13% тихоокеанських остров'ян, 0,48% інших рас і 1,36% людей, які зараховують себе до двох або більше рас. Іспанці та латиноамериканці незалежно від раси становили 1,98% населення.
Із 833 домогосподарств 31,9% мали дітей віком до 18 років, які жили з батьками; 72,5% були подружжями, які жили разом; 6,1% мали господиню без чоловіка, і 17,8% не були родинами. 15,4% домогосподарств складалися з однієї особи, у тому числі 8,2% віком 65 і більше років. У середньому на домогосподарство припадало 2,73 мешканця, а середній розмір родини становив 3,04 особи.
Віковий склад населення: 25,7% віком до 18 років, 6,1% від 18 до 24, 21,7% від 25 до 44, 31,4% від 45 до 64 і 15,1% років і старші. Середній вік жителів — 43 року. Статевий склад населення: 50,7 % — чоловіки і 49,3 % — жінки.
Середній дохід домогосподарств у місті становив $44 559, родин — $47 083. Середній дохід чоловіків становив $41 696 проти $23 319 у жінок. Дохід на душу населення в місті був $21 521. Приблизно 3,3% родин і 3,4% населення перебували за межею бідності, включаючи 4,2% віком до 18 років і 1,3% від 65 і старших.